# کتی گرلدز
کتی گرلدز (انگلیسی: Katie Gearlds؛ زادهٔ ۲۶ اکتبر ۱۹۸۴) بازیکن بسکتبال اهل ایالات متحده آمریکا است.